# Gerald Ford
Gerald Rudolph Ford, ursprungligen Leslie Lynch King Jr., född 14 juli 1913 i Omaha, Nebraska, död 26 december 2006 i Rancho Mirage, Kalifornien, var USA:s vicepresident 1973–1974 och president 1974–1977.
Ford var medlem av det republikanska partiet. Han var ledamot av representanthuset 1949–1973 och republikansk gruppledare där 1963–1973. Han är den enda amerikanska president som aldrig blivit vald vare sig till president eller vicepresident direkt av folket, och den första vicepresidenten vald av båda kamrarna i kongressen efter att Spiro Agnew avgått som vicepresident efter mutbrott.

## Uppväxt
Gerald Ford föddes i Omaha i Nebraska. Hans föräldrar separerade två veckor efter födseln och skildes i december samma år, eftersom fadern var en våldsam alkoholist. Den 3 februari 1916, efter att ha flyttat tillbaka för att bo med sina föräldrar i Grand Rapids, Kent County, Michigan, gifte sig modern med Gerald Rudolff Ford, vilket också blev sonens namn (med tillägget junior). Dock gjorde Ford inget formellt namnbyte förrän 1935; han använde då också den mer konventionella stavningen. Ford har sagt att han tackar sin styvfar för all den kärlek som han visat familjen och att han inte kunde tänka sig att ha haft bättre målsmän. Ford växte upp i Grand Rapids, Michigan, den stat som han senare kom att representera som politiker. Där är han också begravd.
Under andra världskriget tjänstgjorde Ford som officer i flottan och blev efter juristexamen från Yale Law School politiker med hemort i Michigan. 
Ford var sedan 15 oktober 1948 gift med Elizabeth "Betty" Bloomer (1918–2011). De fick fyra barn: Michael (född 1950), John "Jack" (född 1952), Steven (född 1956) och Susan (född 1957).

## Politisk karriär
Efter mordet på president John F. Kennedy den 22 november 1963 valdes den dåvarande kongressmannen Ford av den demokratiska presidenten Lyndon B. Johnson till att ingå i den så kallade Warrenkommissionen, som granskade och drog slutsatser av presidentmordet. Kommissionens slutrapport lades fram 1964. Under 1990-talet fick Ford frågan om han kände Kennedy personligen och svarade att Kennedy var "a very good friend of mine". De tjänstgjorde samtidigt i representanthuset och var både framstående medlemmar och senare ledare för sina partier och samarbetade ofta då i sina roller.
Vicepresident Spiro Agnew avgick 1973 på grund av anklagelser om skattebrott och mutor under sin tid som guvernör i  Maryland. Detta ledde till att det 25:e tillägget i konstitutionen för första gången användes för att tillsätta en ny vicepresident. Det 25:e tillägget ger presidenten makten att nominera en ny vicepresident som därefter ska godkännas av båda husen i kongressen. Det gav det demokratiska partiet, som hade majoriteten i både senaten och representanthuset, makt över utnämningen. Talmannen Carl Albert sade att de inte skulle gå med på att någon annan än Gerald Ford utsågs till vicepresident. Gerald Ford var då gruppledare för republikanerna i representanthuset. När president Richard Nixon året därpå lämnade in sin avskedsansökan på grund av Watergateaffären blev Ford president. Det faktum att han inte valts till vare sig president eller vicepresident i föregående presidentval gör honom unik bland USA:s presidenter; han hamnade på posten på grund av en serie av händelser.

### Vicepresident

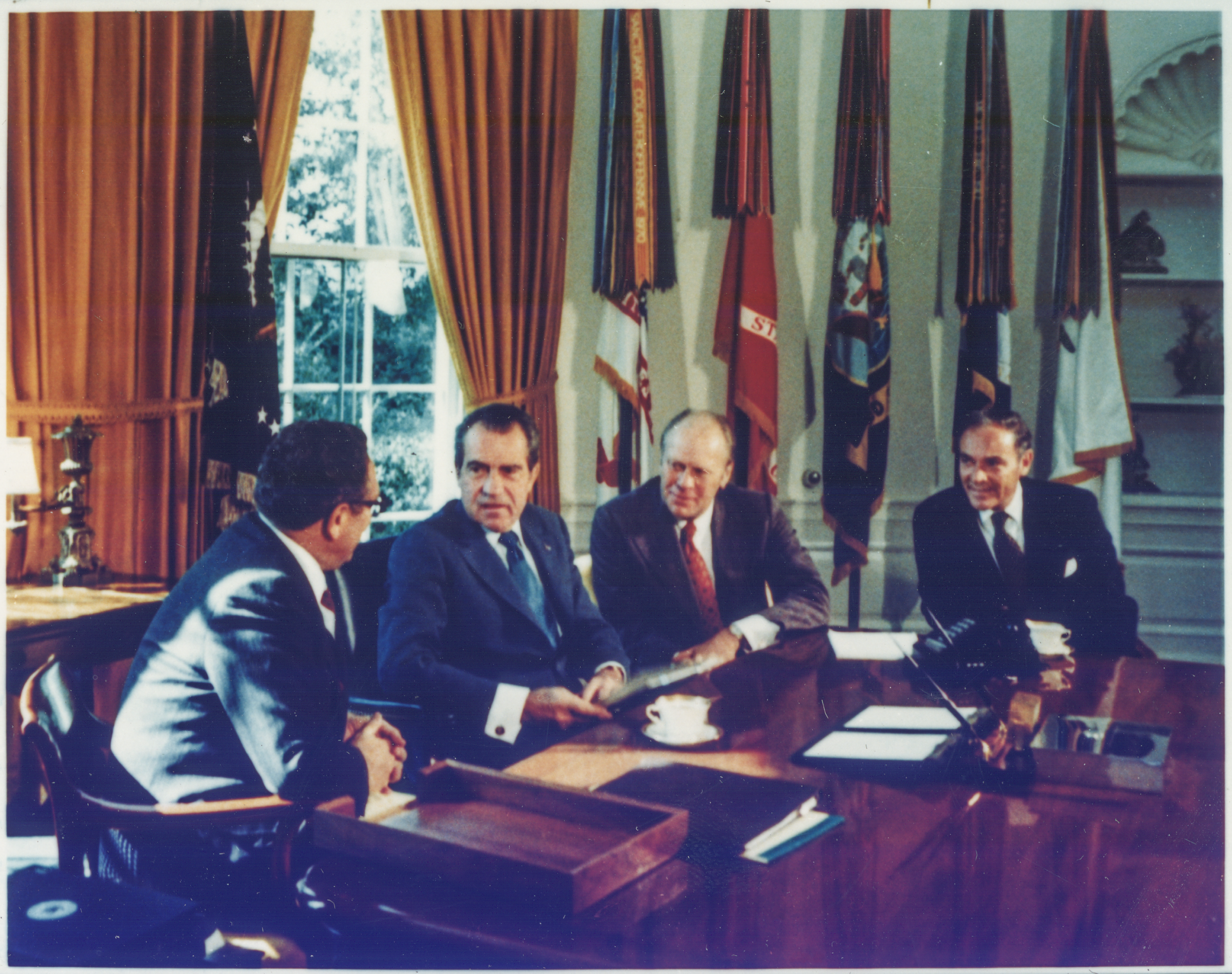
Henry Kissinger, Richard Nixon, Gerald Ford och Alexander Haig vid resolute desk i ovala rummet, 1973.

Ford hade aldrig ambitionen att bli president, utan bara att bli representanthusets talman, vilket han som republikanernas ledare skulle bli om de vann majoritet, vilket de inte skulle göra förrän tjugo år senare. När Ford förstod att detta inte skulle ske under hans tid som minoritetsledare, tog han i stället erbjudandet om vicepresidentposten och blev därmed senatens ordförande. Han berättade en gång om hur han brukade våndas under kongressens sammanträden, när han fick sitta i senatens ordförandestol i stället för i talmannens stol, som var precis bredvid. Han har påstått att han vid tillträdet inte insett vidden av Nixons inblandning i Watergate-skandalen och inte förväntade sig att bli president. Enligt vad han själv uppgivit, var det inte förrän dagen innan Nixon avgick som han insåg att han skulle behöva bli president.

### President
Den 8 september 1974 utfärdade Ford en fullständig amnesti gällande sin företrädare Nixons roll i Watergateaffären och andra eventuella brott som Nixon kunde ha begått mot USA som president. Amnestin var mycket kontroversiell; kritiker menade att Nixon undkom utan att ställas till svars för sina handlingar, medan de som försvarade amnestin menade att beslutet var nödvändigt för att landet skulle kunna lägga Watergate bakom sig. Rykten började spridas om att Nixon hade lovat Ford att avgå för att han skulle få bli president om han i utbyte som president utfärdade amnestin, något som de båda förnekade tills de dog; Ford ville aldrig bli president. Till och med en av hans största kritiker, den inflytelserika senatorn Edward Kennedy, tillsammans med många andra som kritiserat Ford, försvarade honom och sade sig inte vilja tänka på hur illa det kunde gått om han inte hade givit Nixon amnesti. Då hade landet under en lång rättegång förblivit delat, men nu blev det hela snabbt avklarat. Kort därefter gav Ford även amnesti åt personer som hade deserterat eller undvikit att ta värvning i Vietnamkriget. Det var dock en begränsad amnesti; fullständig amnesti infördes först av Jimmy Carter.
I motsats till många andra amerikanska politiker betraktades Ford som genomärlig, vilket också var huvudskälet till att han erbjöds bli vicepresident och godkändes av demokraterna. De år Ford var president präglades av efterdyningarna från Vietnamkriget med hög inflation och energikris som utlöstes av krig i Mellanöstern. Men under Fords tid sänkte sig ändå ett visst lugn över den amerikanska inrikespolitiken och han är kanske mest känd för att ha lett den första regeringen i efterdyningarna av Vietnam och Watergate; två tydliga trauman i amerikansk efterkrigspolitik. Han blev dock utsatt för två mordförsök under sin tid som president, två pistolskyttar som misslyckades att träffa honom med sina kulor. Den 5 september 1975 utfördes det första mordförsöket av Lynette "Squeaky" Fromme, en medlem av Mansonfamiljen. Sjutton dagar senare genomfördes det andra misslyckade attentatet av Sara Jane Moore. Bägge kvinnorna fick långa fängelsestraff; Fromme släpptes 2009 och Moore 2007.

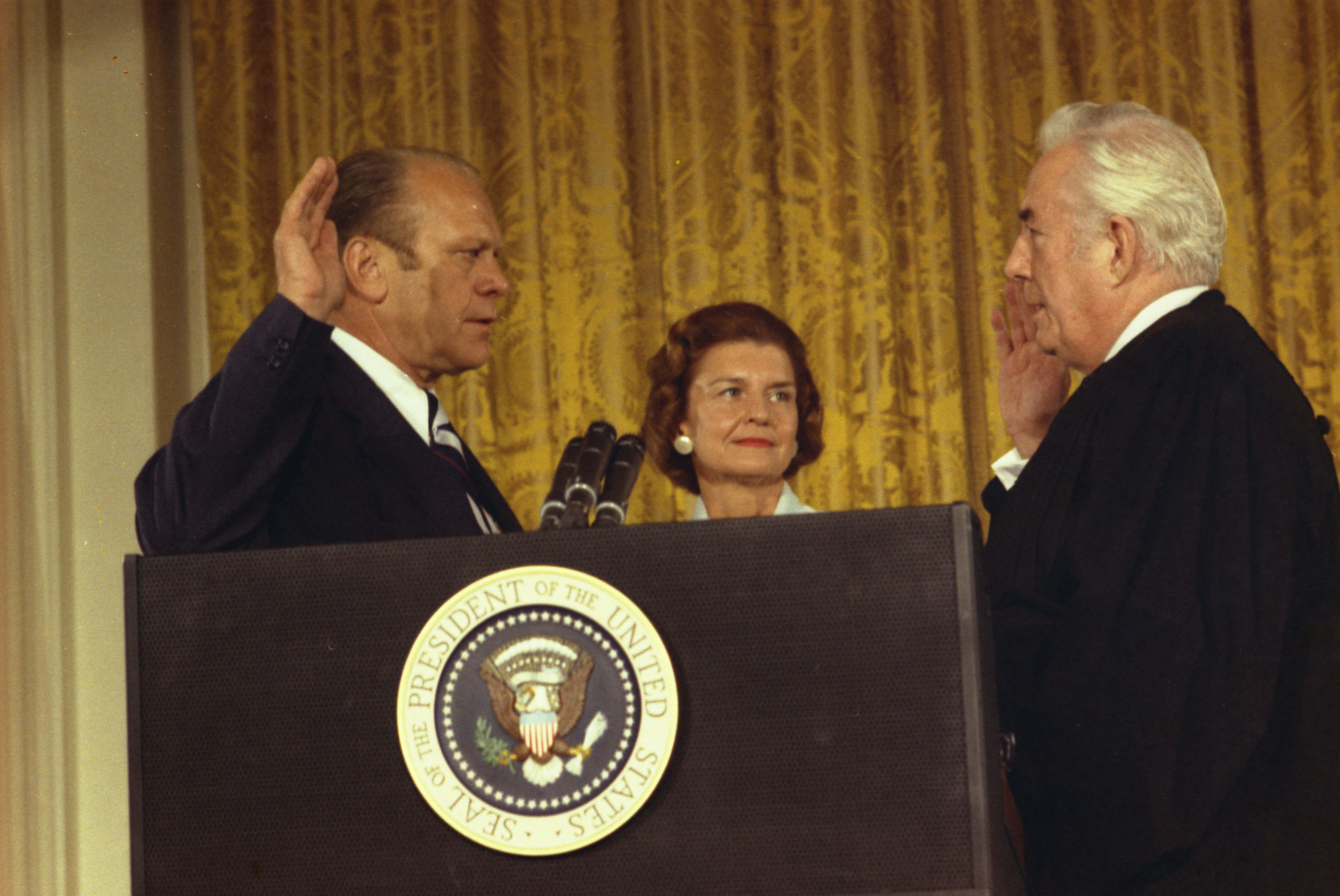
Gerald Ford svär eden som USA:s 38:e president.

Det var från början inte självklart att han skulle försöka vinna presidentämbetet, men 1976 kandiderade Ford i presidentvalet, och förlorade knappt mot demokraten Jimmy Carter. Han hade också fått kämpa hårt för att bli vald till republikanernas kandidat. Framtide presidenten Ronald Reagan gick emot Ford i primärvalen och fick större stöd än väntat eftersom Reagan var mer konservativ än Ford, vilket låg i linje med den tidens politiska strömningar. Historiker tror att beslutet att ge Nixon amnesti var en av de viktigaste orsakerna till Fords förlust. En annan bidragande orsak var att han år 1975 hade skrivit under Helsingforsöverenskommelsen vilket sågs som ett erkännande av Sovjetunionens kontroll över Östeuropa. Detta ledde till kritik från både konservativa republikaner, inklusive utmanaren Ronald Reagan, och från Jimmy Carter. Ford gjorde ett avgörande misstag i debatten mot Carter den 6 oktober. Ford hävdade att "det finns ingen sovjetisk dominans i Östeuropa och det kommer det heller aldrig vara under en Ford-regering", och han sa också "Jag tror inte på att polackerna anser sig själva vara dominerade av Sovjetunionen" och samma sak om rumäner och jugoslaver.
I president Carters installationstal 20 januari 1977 tackade Carter president Ford å egna, såväl som å landets, vägnar, för att han hade bidragit till stabilitet och nödvändig läkningsprocess åren efter Watergate. Nästan på dagen 30 år senare, vid Fords begravning i Grand Rapids i Michigan den 3 januari 2007, sade Carter att just denna del av hans installationstal är den som han fått mest beröm för.

## Senare karriär och död
År 1980 tänkte Ford ställa upp som presidentkandidat men drog tillbaka sin kandidatur. Han trodde att det skulle skapa splittring inom partiet, liknande den som hade skapats föregående val. Den som hade stått emot honom 1976, Ronald Reagan, blev vald till den republikanska kandidaten och senare till president. Reagan planerade ett tag att välja Ford till sin vicepresidentkandidat och då skulle de ha en delad makt i ett så kallat duo-presidentskap, men de kunde inte komma överens om hur detta skulle gå till och hur makten skulle fördelas, så Reagan valde istället George H.W. Bush. Ford hade också tänkt utnämna Bush till sin vicepresident både när han blev president 1974 och i valet 1976 men bestämde sig slutligen för Nelson Rockefeller respektive Bob Dole.
Som expresident medverkade Ford tillsammans med sin efterträdare Jimmy Carter i en kommission tillsatt i slutet av 2000 för att framföra synpunkter och förslag till förändringar och förbättringar av landets valsystem i kölvattnet av den oreda som bland annat uppstått i Florida vid presidentvalet 2000. 

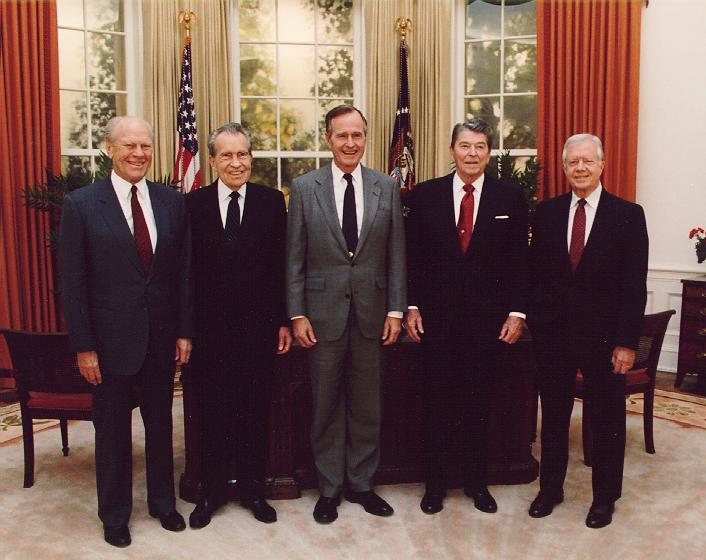
Gerald Ford, Richard Nixon, George H.W. Bush, Ronald Reagan och Jimmy Carter 1991.

Ford var intresserad av vardagsmotion och såg till att han höll sig i hygglig fysisk form trots hög ålder. Han både simmade och spelade golf trots en ålder på drygt 90 år. Ford var en aktiv idrottsman i ungdomen och, när han kom hem från kriget, stod han i valet emellan att inleda en fotbollsproffskarriär och att läsa juridik och bli politiker. 
Ford blev den äldste levande före detta presidenten efter Ronald Reagans död 5 juni 2004, och den fjärde av hittills endast sex presidenter som blivit minst 90 år gamla efter John Adams, Herbert Hoover och Ronald Reagan, och var den äldsta amerikanske presidenten någonsin i mer än elva år från den 11 november 2006, bara 45 dagar före sin död, till den 24 november 2017, då hans ålder slogs av Reagans efterträdare George H.W. Bush och, senare den 15 mars 2018, även av Jimmy Carter, som var 111 dagar yngre än Bush (och blev den äldsta levande presidenten efter Bushs död).
Ford avled den 26 december 2006 i sitt hem i Rancho Mirage i Kalifornien, 93 år och 165 dagar gammal. Den 30 december hölls statsbegravning i Washington D.C. och Ford låg på lit de parade i Kapitoliums rotunda; han blev den elfte amerikanske presidenten genom tiderna att göra det. Den 2 januari 2007 hölls Fords begravningsceremoni i National Cathedral i Washington D.C. där bland annat George W. Bush och de tidigare presidenterna deltog, och nästa dag gravsattes Ford i sin uppväxtstad Grand Rapids, Michigan, på en sluttning med utsikt över Gerald Ford-museet.
Ford har fått hangarfartygstypen Gerald R. Ford-klassen uppkallad efter sig.

## Utnämning till Högsta domstolen
- John Paul Stevens, 1975.

## Utmärkelser
- H.M. Konungens medalj med anledning av Amerikas Förenta Staters 200-årsjubileum, 1976.[6]